# You Found Me
"You Found Me" é uma canção da banda norte-americana de rock The Fray do seu segundo álbum de estúdio. Versões da banda tocando a música em shows pela Europa foram parar no YouTube no final de 2007, enquanto o nome da música era "Amistad". A banda começou a disponibilizar a canção em seu website oficial em 20 de novembro de 2008. O single foi liberado para download digital nos EUA, no Canadá, no Reino Unido, na Austrália e na França, por meio do site da iTunes Stores.
Esta canção foi o terceiro single da banda a ultrapassar a marca de 2 milhões de downloads nos Estados Unidos.

## Paradas musicais
| Paradas (2008-2009)                        | Melhor posição |
| ------------------------------------------ | -------------- |
| Billboard Hot 100                          | 7              |
| Billboard Hot Adult Contemporary Tracks    | 2              |
| Billboard Hot Adult Top 40 Tracks          | 1              |
| Billboard Hot Christian Adult Contemporary | 24             |
| Billboard Hot Christian Songs              | 16             |
| Billboard Hot Modern Rock Tracks           | 38             |
| Billboard Pop 100                          | 7              |
| Canadá Singles Chart                       | 12             |
| Nova Zelândia Singles Chart                | 19             |
| Austrália Singles Chart                    | 1              |
| Irlanda Singles Chart                      | 4              |
| Grécia Singles Chart                       | 7              |
| UK Singles Chart                           | 35             |